# Reaktant
Reaktanti so snovi, ki vstopajo v kemijsko reakcijo. 
Med seboj reagirajo in nastane nova snov (produkt)
Poznamo spajanje reaktantov: iz več reaktantov nastane ena snov,
ali razkroj reaktanta, v kateri nastopa en reaktant in nastane več novih snovi (produktov)